# Chelonus badachshanicus
Chelonus badachshanicus är en stekelart som först beskrevs av Vladimir Ivanovich Tobias 1991.  Chelonus badachshanicus ingår i släktet Chelonus och familjen bracksteklar. Inga underarter finns listade i Catalogue of Life.